# Királynék völgye 80
A Királynék völgye 80 (QV80) ókori egyiptomi sír a Királynék völgyében. Tuja királyné, I. Széthi fáraó felesége, II. Ramszesz édesanyja számára épült. A fő vádi északi lejtőjéből nyílik, közvetlenül menye, Nofertari híres sírja, a Királynék völgye 66 mellett, melyhez kialakításában erősen hasonlít.
A sírban először Robert Hay skót régiségkereskedő végzett feltárást 1826-ban. Ő volt az első európai utazó, aki szisztematikus feltárásokat végzett a Királynék völgyében. Ekkor még nem tudták, ki volt a sír tulajdonosa; még a völgyben 1829-ben Ippolito Rosellinivel együtt kutató Jean-François Champollion sem tudta azonosítani Tuja sírjaként. Először a Karl Richard Lepsius vezette porosz expedíció talált itt egy feliratot, mely szerint a sír tulajdonosa „Mut-Tuja, I. Széthi nagy királyi hitvese”. Lepsius a sírnak a 7-es számot adta.
A sír egy rövid folyosóból, előcsarnokból és sírkamrából áll. Utóbbiból előkerültek a gránitszarkofág darabjai; emellett a sír legfontosabb leletei közé tartozik egy kanópuszedény fedele Tuja portréjával (ma a Luxori Múzeumban található JE 191-es katalógusszámmal), és körülbelül 80, fajanszból készült usébti, melyek a királynét múmiaként ábrázolják, rajtuk a Halottak Könyve hatodik fejezetének sorai olvashatóak, valamint egy boroskorsó pecsétjének felirata, melyen a következő szöveg áll: „22, év, bor […] A[…] Felső- és Alsó-Egyiptom királya, Uszermaatré Szetepenré (élet, üdv, egészség) nagy szőlőbirtokáról, Ámon birtokáról, […]” Ennek alapján feltételezhető, hogy Tuja fia uralkodásának 22. évében halt meg.
A sírt a harmadik átmeneti korban, valamint a ptolemaida és a kopt időkben is újrahasznosították, emiatt festett díszítése rossz állapotban maradt fenn. Nem látogatható.

## Fordítás
- Ez a szócikk részben vagy egészben  a   QV80 című német Wikipédia-szócikk ezen változatának fordításán alapul.  Az eredeti cikk szerkesztőit annak laptörténete sorolja fel. Ez a jelzés csupán a megfogalmazás eredetét és a szerzői jogokat jelzi, nem szolgál a cikkben szereplő információk forrásmegjelöléseként.